# 噩兆
《噩兆》（英語：Deified）是一部2021年台灣恐怖片，講述一組專題記者紀錄著一名父親尋找失蹤女兒的過程，但所見所聞超乎想像。電影由劉龍雄執導，車庫娛樂發行，2021年12月24日台灣上映。

## 發行
《噩兆》2021年12月24日在上映第三天破620萬票房。

## 資料來源
1. ↑  國家電影及視聽文化中心編著.  初版. 國家電影及視聽文化中心. 2022-11. ISBN 9789865327163.
2. ↑  鍾雨璉. . ettoday. 2021-12-29  [2021-12-27]. （原始内容存档于2021-12-28）.
3. ↑  蔡依庭. . 蘋果日報. 2021-12-29  [2021-12-27]. （原始内容存档于2021-12-28）.

## 外部連結
- 噩兆的Facebook專頁
- 噩兆的Instagram帳戶
- 台灣電影網上《噩兆》的資料（繁體中文）
- 開眼電影網上《噩兆》的資料（繁體中文）